# 우한 질병통제예방센터
우한 질병통제예방센터 (중국어 간체자: 武汉疾病预防控制中心, 정체자: 武漢疾病預防控制中心, WHCDC, Wuhan Center for Disease Control and Prevention)는 중화인민공화국 우한시에 있는 국립 감염증 센터이다.

## 담당 업무
우한 질병통제예방센터는 지역의 질병,  특히 그 중에서도 전염병의 예방과 통제를 담당한다. SARS-CoV-2를 처음으로 발견한 곳도 여기다.

## SARS-CoV-2
2020년 2월, SARS-CoV-2가 우한 질병통제예방센터 내 생물안전도 BSL-2 레벨의 실험실에서 부주의로 인해 유출되었을 수가 있다는 기사가 나왔다. 이는 광저우 화난이공대학 (華南理工大學)의 샤오보타오 (肖波濤) 생명공학과 교수와 우한과기대학 (武漢科技大學) 소속 티안유병원 (天佑醫院, Wuhan Tianyou Hospital)의 연구원인 샤오레이가 리서치게이트에 올린 출판전 논문 "The possible origins of 2019-nCoV coronavirus"에 근거한 것으로, 논문 자체는 중국의 인터넷 검열에 의해서든 저자들의 직접적인 증거 부족으로 인한 자발적인 철회로 인해서든 이미 리서치게이트에서 삭제되었다. 이 논문에 따르면 SARS-CoV-2의 숙주인 중간관박쥐는 원래 우한에서 볼 수 없는 종으로, 이들은 약 900 km가량 우한에서 떨어진 운남성이나 절강성에 분포하고 있으며, WHCDC에서 약 300m가량 떨어진 우한화난수산물도매시장에서 박쥐는 먹거리로 거래된 적이 없었다.